# Notholca
Notholca är ett släkte av hjuldjur som beskrevs av Gosse 1886. Notholca ingår i familjen Brachionidae.

## Dottertaxa tillNotholca, i alfabetisk ordning[1][2]
- Notholca acuminata
- Notholca angakkoq
- Notholca angulata
- Notholca baikalensis
- Notholca beta
- Notholca bipalium
- Notholca caudata
- Notholca cinetura
- Notholca cornuta
- Notholca foliacea
- Notholca gaigalasi
- Notholca guidoi
- Notholca haueri
- Notholca hollowdayi
- Notholca ikaitophila
- Notholca japonica
- Notholca jasnitzkii
- Notholca kostei
- Notholca kozhovi
- Notholca labis
- Notholca lamellifera
- Notholca latistyla
- Notholca laurentiae
- Notholca liepetterseni
- Notholca lyrata
- Notholca marina
- Notholca michiganensis
- Notholca olchonensis
- Notholca orbiculata
- Notholca psammarina
- Notholca salina
- Notholca squamula
- Notholca striata
- Notholca tibetica
- Notholca triarthroides
- Notholca walterkostei
- Notholca verae